# Loxéville
Loxéville is een Franse plaats in in de gemeente Erneville-aux-Bois in het departement Meuse in de regio Grand Est.

## Geschiedenis
Op 1 januari 1975 fuseerde Loxéville met Domremy-aux-Bois en Ernecourt tot de gemeente Erneville-aux-Bois.
Domremy-aux-Bois · Ernecourt · Loxéville